# Tableau phytosociologique
Les tableaux phytosociologiques sont issus de relevés phytosociologiques de terrain tirés de la littérature.
1. Eaux marines : Eaux marines océaniques et littorales à végétation aquatique essentiellement algale.
2. Littoral maritime : Littoral marin à végétation aérienne, supportant le sel, parfois épisodiquement submergée.
3. Végétations aquatiques : Eaux continentales à sublittorales, douces à saumâtres, en nappes libres et affleurantes, des lacs, étangs, mares, fleuves et rivières, d'origines naturelles ou créés par l'homme.
4. Végétation basse amphibie : Zones humides plus ou moins amphibies, des bords de lacs, d'étangs, de rivières, sources et dépressions diverses, à végétation herbacée basse plus ou moins éparse, ne recouvrant pas totalement le sol.
5. Roselières, cariçaies et mégaphorbiaies : Zones humides, parfois amphibies, des bords de lacs, étangs, fleuves, rivières, torrents, sources, dépressions diverses, à végétation herbacée haute (roselières, cariçaies, mégaphorbiaies), recouvrant généralement complètement le sol.
6. Tourbières : Tourbières hautes, tourbières basses et tremblants, prairies tourbeuses.
7. Parois, murs et éboulis : Parois plus ou moins verticales des murs et rochers non marins ; éboulis.
8. Dalles et sables plus ou moins stabilisés : Dalles rocheuses horizontales et sables plus ou moins stabilisés, zones à sols très superficiels généralement de faible niveau trophique et supportant la sécheresse.
9. Pelouses et ourlets basophiles : Pelouses, steppes et ourlets basophiles développés sur des sols riches en calcium, secs, assez superficiels et généralement pauvres en azote.
10. Pelouses et ourlets acidophiles : Pelouses, ourlets et herbes vivaces des coupes forestières sur sols acides.
11. Pelouses alpines : Pelouses permanentes plus ou moins pâturées extensivement, des étages alpin à subalpin des Alpes et des Pyrénées.
12. Prairies : Prairies eurosibériennes des sols moyennement riches à riches en azote, subissant des pratiques agricoles variées (fertilisation, amendement, fauche, pâturage, jachère, semis…)
13. Cultures, friches, ourlets, coupes et clairières eutrophiles : Cultures, friches, coupes forestières à sols perturbés, ourlets nitrophiles, lieux plus ou moins rudéralisés, et zones naturelles de caractères écologiques similaires (pieds de falaises, ourlets dunaires...). L'enrichissement trophique est lié aux animaux, aux actions humaines, à la fixation symbiotique d'azote, ou à la minéralisation active dans le sol consécutive aux éclaircies et aux remontées de nappe d'eau.
14. Chaméphytaies (landes, garrigues, phryganes...) : Landes et garrigues à plantes vivaces ligneuses (sous-arbrisseaux chaméphytiques de quelques décimètres de haut, jusqu'à environ 1 m de hauteur).
15. Buissons et haies : Haies et fourrés arbustifs, halliers, fruticées, maquis, matorrals, buissons, pré-manteaux et manteaux externes, internes, et de coupes forestières (lisières arbustives), souvent linéaires mais parfois en nappes spatiales, ou plus ou moins éclatés, constituées d’arbustes et d’arbrisseaux.
16. Bois et forêts : Végétations arborescentes et herbacées intraforestières, des forêts, bois et bosquets arborescents.

## Sources
- Le réseau Tela Botanica s'est donné pour mission la compilation de tableaux phytosociologiques. Classés par milieux, ils sont disponibles au format Excel sur le site Internet de Tela Botanica.